# 47 Tucanae
47 Tucanae (auch als NGC 104 bezeichnet) ist nach Omega Centauri der zweithellste Kugelsternhaufen des Himmels und schon mit bloßem Auge als kleines Nebelfleckchen erkennbar. Er ist ein besonders großer, alter Haufen und etwa 15.000 Lichtjahre von der Erde entfernt.

## Entdeckung und Benennung
Die Bezeichnung 47 Tucanae rührt daher, dass der Sternhaufen aufgrund seines kompakten Aussehens und großer scheinbarer Helligkeit zunächst als Stern angesehen und entsprechend benannt wurde. Näher untersucht hat ihn zunächst 1751 der französische Astronom Nicolas Louis de Lacaille.

## Lage und Eigenschaften

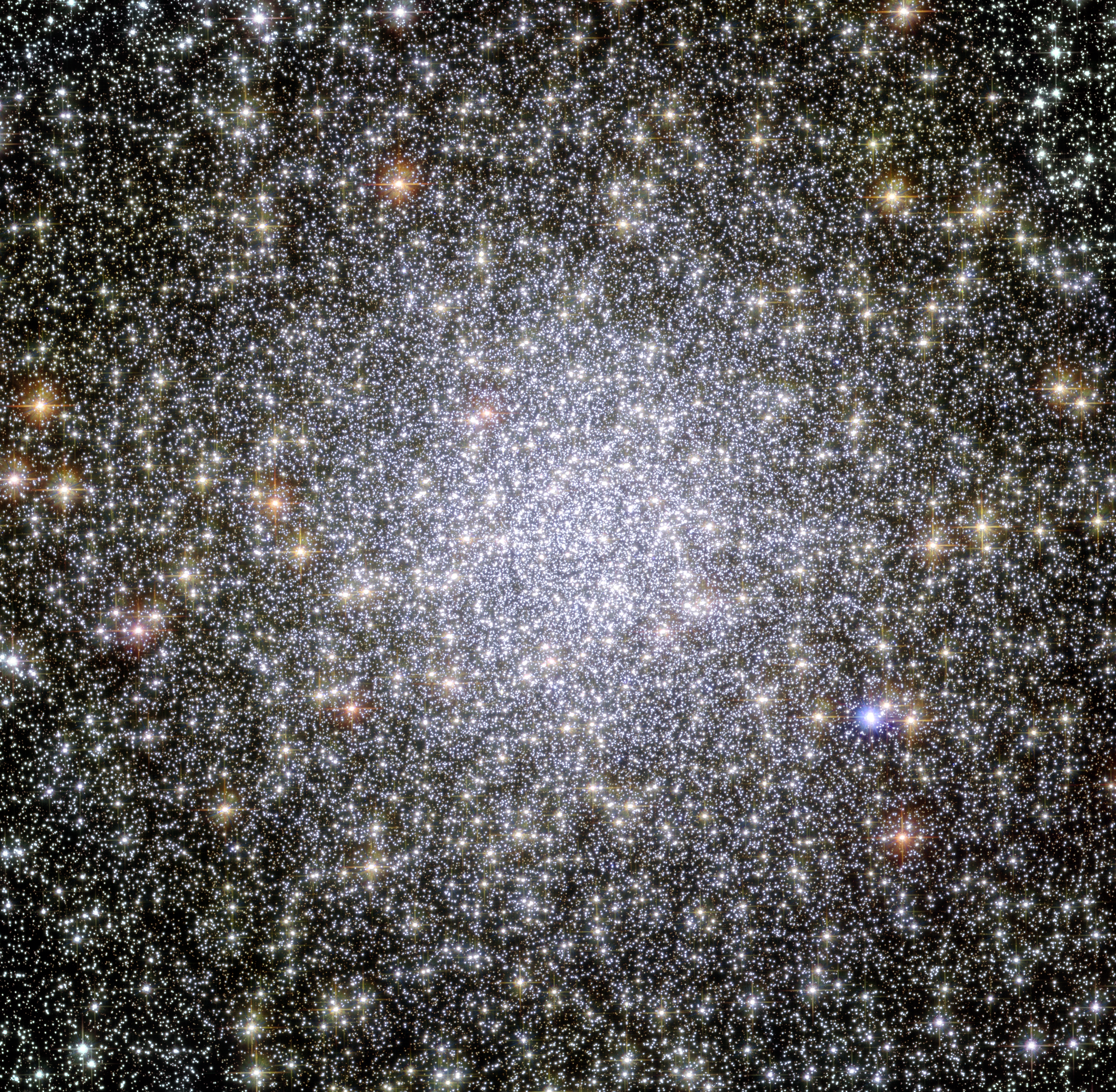
Hochaufgelöste Aufnahme des Kugelsternhaufenzentrums erstellt mittels des Hubble-Weltraumteleskops

Von der Erde aus gesehen scheint 47 Tucanae unmittelbar neben der Kleinen Magellanschen Wolke zu liegen, die jedoch um ein Vielfaches weiter entfernt ist. Sichtbar ist er nur von der südlichen Erdhalbkugel aus. Mit einem scheinbaren Durchmesser von 30′ erreicht er eine Helligkeit von 4,9 mag.
Innerhalb von ca. 150 Lichtjahren Durchmesser beherbergt der Sternhaufen mehrere Millionen Sterne, darunter etliche rote Riesen. Im Zentrum des Haufens sind die Sterne sehr dicht gepackt und haben teilweise weniger als 0,1 Lichtjahre Abstand voneinander.
Langzeitbeobachtungen mit dem Fermi Gamma-ray Space Telescope lassen 47 Tucanae als schwache Quelle von Gammastrahlung erkennen, die vermutlich durch Millisekundenpulsare erzeugt wird.